# Apinac
Apinac és un municipi francès situat al departament del Loira i a la regió d'Alvèrnia-Roine-Alps. L'any 2007 tenia 370 habitants.

## Demografia

### Població
El 2007 la població de fet d'Apinac era de 370 persones. Hi havia 168 famílies de les quals 56 eren unipersonals (24 homes vivint sols i 32 dones vivint soles), 60 parelles sense fills, 44 parelles amb fills i 8 famílies monoparentals amb fills.
La població ha evolucionat segons el següent gràfic:
Habitants censats

### Habitatges
El 2007 hi havia 353 habitatges, 166 eren l'habitatge principal de la família, 146 eren segones residències i 41 estaven desocupats. 323 eren cases i 25 eren apartaments. Dels 166 habitatges principals, 135 estaven ocupats pels seus propietaris, 24 estaven llogats i ocupats pels llogaters i 7 estaven cedits a títol gratuït; 2 tenien una cambra, 5 en tenien dues, 29 en tenien tres, 47 en tenien quatre i 83 en tenien cinc o més. 115 habitatges disposaven pel capbaix d'una plaça de pàrquing. A 81 habitatges hi havia un automòbil i a 69 n'hi havia dos o més.

### Piràmide de població
La piràmide de població per edats i sexe el 2009 era:
| Homes | Edats   | Dones |
| ----- | ------- | ----- |
| 0     | 95 o +  | 0     |
| 0     | 90 a 94 | 0     |
| 4     | 85 a 89 | 4     |
| 0     | 80 a 84 | 8     |
| 4     | 75 a 79 | 0     |
| 12    | 70 a 74 | 16    |
| 20    | 65 a 69 | 12    |
| 24    | 60 a 64 | 16    |
| 8     | 55 a 59 | 8     |
| 12    | 50 a 54 | 16    |
| 4     | 45 a 49 | 0     |
| 12    | 40 a 44 | 4     |
| 4     | 35 a 39 | 12    |
| 12    | 30 a 34 | 0     |
| 16    | 25 a 29 | 16    |
| 12    | 20 a 24 | 4     |
| 8     | 15 a 19 | 8     |
| 4     | 10 a 14 | 12    |
| 8     | 5 a 9   | 0     |
| 0     | 0 a 4   | 0     |

## Economia
El 2007 la població en edat de treballar era de 222 persones, 151 eren actives i 71 eren inactives. De les 151 persones actives 141 estaven ocupades (81 homes i 60 dones) i 10 estaven aturades (5 homes i 5 dones). De les 71 persones inactives 34 estaven jubilades, 15 estaven estudiant i 22 estaven classificades com a «altres inactius».

### Ingressos
El 2009 a Apinac hi havia 186 unitats fiscals que integraven 413 persones, la mediana anual d'ingressos fiscals per persona era de 16.310 €.

### Activitats econòmiques
Dels 13 establiments que hi havia el 2007, 1 era d'una empresa alimentària, 6 d'empreses de construcció, 3 d'empreses de comerç i reparació d'automòbils, 1 d'una empresa de transport, 1 d'una empresa immobiliària i 1 d'una empresa de serveis.
Dels 6 establiments de servei als particulars que hi havia el 2009, 1 era un taller de reparació d'automòbils i de material agrícola, 1 paleta, 3 fusteries i 1 lampisteria.
Dels 3 establiments comercials que hi havia el 2009, 2 eren fleques i 1 una botiga d'equipament de la llar.
L'any 2000 a Apinac hi havia 25 explotacions agrícoles que ocupaven un total de 558 hectàrees.

## Poblacions més properes
El següent diagrama mostra les poblacions més properes.